# Cordillera San Buenaventura
La cordillera San Buenaventura es una cadena montañosa en la provincia de Catamarca en el noroeste de Argentina.
La cordillera se orienta de este a oeste. Sus cumbres principales son las montañas Dos Conos (5880 m), Chucula (5760 m), Pabellón (5331 m) y Bertrand (5207 m). La misma define el extremo sur de la Puna.
Esta cordillera está formada por estratovolcanes dacíticos y andesíticos, los mismos se remontan al Mioceno superior a Holoceno que están asentados sobre un basamento de metamorfismo.
El área alrededor de la Cordillera de San Buenaventura es estéril con poca o ninguna vegetación. El área alrededor de la Cordillera de San Buenaventura se encuentra despoblada.